# I Still Do
I Still Do es el decimoquinto álbum de estudio del músico británico Eric Clapton, publicado por la compañía discográfica Surfdog Records el 20 de mayo de 2016. Producido por Glyn Johns, colaborador de Clapton en los álbumes Slowhand y Backless a finales de la década de 1970, I Still Do incluye una mezcla de nuevas composiciones y versiones de temas clásicos del blues, de forma similar a trabajos anteriores del músico.
Tras su lanzamiento, varios meses después del documental Slowhand at 70 – Live at the Royal Albert Hall que recoge su despedida de los escenarios, I Still Do obtuvo en general reseñas positivas de la prensa musical, con un promedio de 71 sobre 100 en la web Metacritic. Además, el álbum consiguió un éxito comercial moderado, alcanzando el puesto seis tanto en la lista estadounidense Billboard 200 como en la homóloga británica, país donde obtuvo su mejor posición desde el lanzamiento de Pilgrim.

## Trasfondo
I Still Do reunió a Clapton con el veterano Glyn Johns, productor de álbumes clásicos como Who's Next (The Who), Sticky Fingers (The Rolling Stones), Mad Dogs and Englishmen (Joe Cocker) y Desperado (The Eagles). John también trabajó como ingeniero de sonido en trabajos como el debut discográfico de Led Zeppelin y discos de Steve Miller Band, Humble Pie, The Clash y Rita Coolidge. Clapton y Johns también trabajaron juntos durante la década de 1970 en la grabación de Slowhand (1977) y de Backless (1978), dos trabajos que incluyeron éxitos de Clapton como «Cocaine», «Wonderful Tonight» y «Lay Down Sally» y que fueron certificados como discos de platino. Según el comunicado de prensa del lanzamiento de I Still Do, Clapton comentó: «Ésta fue una atrasada y larga oportunidad de trabajar con Glyn Johns de nuevo y también, por cierto, el 40º aniversario de Slowhand».
La portada de I Still Do incluye una ilustración de Clapton realizada por el artista Peter Blake, diseñador de portadas como Sgt. Pepper's Lonely Hearts Club Band de The Beatles, Face Dances de The Who y Stanley Road de Paul Weller, e incluye su firma al pie del retrato. Previamente, Blake diseñó varias páginas del libreto que acompañó el álbum en directo 24 Nights, así como un libro de fotografías de los dibujos de Clapton y su grupo en el Royal Albert Hall, escenario en el que se grabó el álbum entre 1990 y 1991.

## Colaboración de George Harrison
El 18 de febrero de 2016, cuando se hizo público el lanzamiento de I Still Do, varios medios de comunicación observaron, entre la lista de músicos participantes, la inclusión de Angelo Mysterioso, un seudónimo usado por George Harrison a finales de la década de 1960 para colaborar de forma anónima en trabajos de otros artistas. La primera vez que Harrison usó dicho seudónimo fue en la grabación del tema de Cream «Badge», incluido en el álbum Goodbye. Desde entonces, Clapton y Harrison mantuvieron una estrecha relación de amistad y colaboraron mutuamente en la grabación de temas como «While My Guitar Gently Weeps, de The Beatles, así como en los álbumes Cloud Nine y Live in Japan, antes de la muerte de Harrison en 2001. Varias publicaciones como Billboard, NME, Uncut, Sky News The Daily Beast y Contact Music se hicieron eco de la noticia y comentaron la posible inclusión póstuma de una colaboración entre Harrison y Clapton.
Sin embargo, dos días después, el propio Clapton publicó un anuncio en su cuenta de Facebook negando la presencia de una grabación con Harrison. El músico escribió: «No es verdad el rumor de que George Harrison toque o cante en el próximo álbum I Still Do». No obstante, el comunicado fue borrado de la cuenta oficial un día después de su publicación. La oficina de prensa de Clapton tampoco confirmó o negó si Harrison colaboraba en el nuevo álbum, cuando se le preguntó al respecto al representante del músico el 18 de febrero. Después de que Clapton negase cualquier declaración oficial, los medios especularon sobre la posible colaboración con Dhani, hijo del músico fallecido. Finalmente, un portavoz de Clapton comunicó a la web Examiner que nunca iban a revelar la identidad real de Angelo Mysterioso en un breve comunicado que decía: "No vamos a decir quién es. Ni ahora ni nunca". Sin embargo, en una entrevista con la revista People, el cantante Ed Sheeran reveló ser él mismo quien realizó la colaboración.

## Lista de canciones
| Edición estándar |                                           |                                                    |          |  |
| N.º              | Título                                    | Escritor(es)                                       | Duración |  |
| 1.               | «Alabama Woman Blues»                     | Leroy Carr                                         | 5:06     |  |
| 2.               | «Can't Let You Do It»                     | JJ Cale                                            | 3.50     |  |
| 3.               | «I Will Be There» (con Angelo Mysterioso) | Paul Brady · John O'Kane                           | 4.37     |  |
| 4.               | «Spiral»                                  | Eric Clapton · Andy Fairweather Low · Simon Climie | 5.04     |  |
| 5.               | «Catch the Blues»                         | Eric Clapton                                       | 4:51     |  |
| 6.               | «Cypress Grove»                           | Skip James                                         | 4:49     |  |
| 7.               | «Little Man, You've Had a Busy Day»       | Al Hoffman · Mabel Wayne · Maurice Sigler          | 3:11     |  |
| 8.               | «Stones in My Passway»                    | Robert Johnson                                     | 4:03     |  |
| 9.               | «I Dreamed I Saw St. Augustine»           | Bob Dylan                                          | 4:02     |  |
| 10.              | «I'll Be Alright»                         | Tradicional                                        | 4:23     |  |
| 11.              | «Somebody's Knockin'»                     | JJ Cale                                            | 5:11     |  |
| 12.              | «I'll Be Seeing You»                      | Sammy Fain · Irving Kahal                          | 5:00     |  |

| Temas extra (edición limitada) |                 |              |          |  |
| N.º                            | Título          | Escritor(es) | Duración |  |
| 13.                            | «Lonesome»      |              |          |  |
| 14.                            | «Freight Train» |              |          |  |

## Personal
- Eric Clapton – guitarras, pandereta y voz.
- Henry Spinetti – batería y percusión.
- Dave Bronze – bajo y contrabajo.
- Andy Fairweather Low – guitarra y coros.
- Paul Carrack – órgano Hammond y coros.
- Chris Stainton – teclados.
- Simon Climie – guitarra y teclados.
- Dirk Powell – acordeón, mandolina y coros.
- Walt Richmond – teclados.
- Ethan Johns – percusión.
- Michelle John – coros.
- Sharon White – coros.
- Angelo Mysterioso – guitarra acústica y coros.

## Posición en listas
| Lista (2016)                           | Posición |
| -------------------------------------- | -------- |
| Alemania (Media Control Charts)        | 5        |
| Argentina (CAPIF)                      | 5        |
| Australia (ARIA)                       | 10       |
| Austria (Ö3 Austria)                   | 3        |
| Bélgica (Ultratop flamenca)            | 10       |
| Bélgica (Ultratop valona)              | 4        |
| Canadá (Billboard Canadian Albums)     | 11       |
| Croacia (IFPI)                         | 1        |
| Dinamarca (Hitlisten)                  | 31       |
| España (PROMUSICAE)                    | 6        |
| Estados Unidos (Billboard 200)         | 6        |
| Estados Unidos (Digital Albums)        | 5        |
| Estados Unidos (Independent Albums)    | 1        |
| Estados Unidos (Top Blues Albums)      | 1        |
| Estados Unidos (Top Rock Albums)       | 1        |
| Estados Unidos (Top Tastemaker Albums) | 1        |
| Finlandia (Suomen Virallinen Lista)    | 48       |
| Francia (SNEP)                         | 9        |
| Hungría (MAHASZ)                       | 23       |
| Irlanda (IRMA)                         | 18       |
| Israel (IFPI)                          | 1        |
| Italia (FIMI)                          | 12       |
| Japón (Oricon)                         | 10       |
| Nueva Zelanda (Recorded Music NZ)      | 5        |
| Noruega (VG-lista)                     | 12       |
| Países Bajos (Album Top 100)           | 5        |
| Polonia (ZPAV)                         | 12       |
| Portugal (AFP)                         | 12       |
| República Checa (ČNS IFPI)             | 1        |
| Reino Unido (UK Albums Chart)          | 6        |
| Suecia (Sverigetopplistan)             | 13       |
| Suiza (Schweizer Hitparade)            | 1        |